# أسامة دياب
أسامة دياب (1977- ) هو فنان تشكيلي فلسطيني، ولد في دمشق. تخرج من كلية الفنون الجميلة في دمشق عام 2002 عائلته من صفد والتي لجأت إلى سوريا جراء النكبة عام 1948 عمل محاضر في كليتي الفنون الجميلة والعمارة في جامعة دمشق، إلى أن اضطر للإنتقال إلى لبنان بعد الحرب السورية، وفي عام 2015 لجأ إلى هولندا حيث أقام وعائلته في نيميغن. حصل عام 2020 على منحة مؤسسة موندريان الوطنية الهولندية، وقد شارك في معارض فردية وجماعية وتم تكريمه على أعماله بالعديد من الجوائز.

## حياته
نشأ أسامة دياب في عائلة مؤلفة من عشرة أبناء، إلا أن الظروف المعيشية السيئة لم تقف عائقاً أمام الأب ليحلم بإكمال أبنائه تعليمهم الجامعي، ووالده متطوّع في الجيش العربي السوري سنة 1952 لتنفيذ عمليات فدائية، وكان له أثر بالغ في حياة أسامة وحافزه الأول ليكمل تعليمه، فلجأ إلى لبنان هرباً من مشاهد الموت والدمار التي كانت تحيط به.

## رسوماته
يرسم الفنان أسامة دياب بتعبيرية واقعية هي اقرب للمتلقي، وشخوص يملؤها الحزن والبساطة مستخدماً ادواته ومدلولاته الحرة والمتوافقة مع جوهر ما يحس في رؤية يتملكها الدهشة في التكوين وقوة اللون ويعيد للمتلقي اسئلته حول مايشاهد، حيث أن الخطوط الأولى والبروفات والاستكشات هي تمهيد لأشغال لاحقة تخضع لفكرة الرسام أو لمفهوم محدد أو لتقنية أسلوبية يفضّل أن تحضر في عمله. فأقام اول معرض والذي كان عبارة عن إشارة إلى ما يحدث في سوريا وما تعرضه الشاشات من مشهديات العنف والقتل والدمار في أمكنة أخرى أيضاً.ا

## معارضه
اقام العديد من المعارض الفردية في دمشق واللاذقية وعدة ملتقيات فنية لصالح وزارة الثقافة مثل ملتقى التصوير في السويداء عام 2017 . وشارك في المعارض السنوية الخاصة بوزارة الثقافة السورية مثل معرض الخريف ومشاركات بمعارض وسمبوزيوم في فينيسيا ايطالي والمانيا. ومعرض بعنوان "غرفة" عام 2005 في جاليري مصطفى علي في دمشق، ومعرض في بينالي كندا للوحة الصغيرة عام 2006، ومعرض في لملتقى التشكيلي الأول للمركز الفلسطيني للثقافة والفنون عام 2007 في دمشق. معرض زووم للفن المعاصر في ميامي عام 2010، معرض أرت دبي عام 2013، معرض سوريا خارج الإطار في جدة عام 2014، شارك في مهرجان هولندا الفني عام 2017، ومعرض متحف ستيديليك في امستردام عام 2018.

## جوائزه
نال دياب العديد من الجوائز ومنها:
- الجائزة الأولى في معرض الفنان الشاب الخامس، مساحة خان أسعد باشا في دمشق، عام 2004.
- جائزة لجنة التحكيم السورية في المعرض الرابع للفنان الشاب، دمشق عام 2003.
- جائزة لجنة التحكيم السورية في معرض الفنان الشاب الثالث، جاليري أيام دبي عام 2002.